# Албания на летних Олимпийских играх 2000
Албания принимала участие в Летних Олимпийских играх 2000 года в Сиднее (Австралия) в четвёртый за свою историю, но не завоевала ни одной медали. Страну представляли 2 мужчин и 2 женщины, принявшие участие в соревнованиях по лёгкой атлетике, стрельбе и тяжёлой атлетике.

## Состав олимпийской сборной Албании

### Лёгкая атлетика
Спортсменов — 2
Мужчины
| Спортсмен   | Вид   | Забег     | Забег | Четвертьфинал | Четвертьфинал | Полуфинал | Полуфинал | Финал     | Финал     |
| Спортсмен   | Вид   | Результат | Место | Результат     | Место         | Результат | Место     | Результат | Место     |
| ----------- | ----- | --------- | ----- | ------------- | ------------- | --------- | --------- | --------- | --------- |
| Олтион Лули | 100 м | 11,08     | 8     | Не прошёл     | Не прошёл     | Не прошёл | Не прошёл | Не прошёл | Не прошёл |

Женщины
| Клодиана Шала | 400 м | 56,41 | 7 | Не прошла | Не прошла | Не прошла | Не прошла |

### Стрельба
Спортсменов — 1
После квалификации лучшие спортсмены по очкам проходили в финал, где продолжали с очками, набранными в квалификации.
Женщины
| Спортсмен  | Соревнование   | Квалификация | Квалификация | Финал                 | Финал                 | Всего                 | Всего                 |
| Спортсмен  | Соревнование   | Очков        | Место        | Очков                 | Место                 | Очков                 | Место                 |
| ---------- | -------------- | ------------ | ------------ | --------------------- | --------------------- | --------------------- | --------------------- |
| Диана Мата | пистолет, 10 м | 378          | 21           | Закончила выступление | Закончила выступление | Закончила выступление | Закончила выступление |
| Диана Мата | пистолет, 25 м | 579          | 11           | Закончила выступление | Закончила выступление | Закончила выступление | Закончила выступление |

### Тяжёлая атлетика
Спортсменов — 1
| Спортсмен    | Категория | Масса | Рывок | Рывок | Рывок | Толчок | Толчок | Толчок | Всего | Место |
| Спортсмен    | Категория | Масса | 1     | 2     | 3     | 1      | 2      | 3      | Всего | Место |
| ------------ | --------- | ----- | ----- | ----- | ----- | ------ | ------ | ------ | ----- | ----- |
| Илиржан Сули | 77 кг     | 76,86 | 162.5 | 167.5 | 167.5 | 192.5  | 200    | -      | 355   | 5     |